# Roberta Berbenni
Roberta Berbenni (1963) è un'ex sciatrice alpina italiana.

## Biografia
Discesista pura, Berbenni vinse la medaglia d'argento sia agli Europei juniores di Madonna di Campiglio 1980 sia ai Campionati italiani dello stesso anno; in Coppa Europa nella stagione 1982-1983 fu 2ª nella classifica di specialità. Gareggiò in Coppa del Mondo almeno fino al 1983, senza ottenere risultati di rilievo. Non prese parte a rassegne olimpiche né ottenne piazzamenti ai Campionati mondiali.

## Palmarès

### Europei juniores
- 1 medaglia[2][3]:
  - 1 argento (discesa libera a Madonna di Campiglio 1980)

### Campionati italiani
- 1 medaglia[4][5][6][7]:
  - 1 argento (discesa libera nel 1980)